# Grote Prijs van Manavgat (vrouwen)
De Grote Prijs van Manavgat was een wielerwedstrijd voor vrouwen die plaatsvond tussen 2020 en 2022. De Wit-Russen Hanna Tserakh en Tatsjana Sjarakova wonnen de eerste twee edities. Tserakh eindigde in 2021 als derde op het podium nadat Sjarakova de sprint won. De laatste editie in 2022 werd gewonnen door de destijds 18-jarige Russische Alina Moisejeva. Er vond ook een wedstrijd voor mannen plaats.

## Lijst van winnaars

### Overwinningen per land
| Overwinningen | Land        |
| ------------- | ----------- |
| 2             | Rusland     |
| 1             | Wit-Rusland |